# República Checa en los Juegos Paralímpicos de Salt Lake City 2002
La República Checa estuvo representada en los Juegos Paralímpicos de Salt Lake City 2002 por seis deportistas, cuatro mujeres y dos hombres.

## Medallistas
El equipo paralímpico checo obtuvo las siguientes medallas:
| Nombre         | Deporte      | Evento                        |
| -------------- | ------------ | ----------------------------- |
| Oro            |              |                               |
| Kateřina Teplá | Esquí alpino | Eslalon gigante B2-3 femenino |
| Kateřina Teplá | Esquí alpino | Supergigante B2-3 femenino    |
| Plata          |              |                               |
| Kateřina Teplá | Esquí alpino | Descenso B2-3 femenino        |
| Bronce         |              |                               |
| Sabina Rogie   | Esquí alpino | Eslalon B2-3 femenino         |
| Sabina Rogie   | Esquí alpino | Eslalon gigante B2-3 femenino |